# Liste des lieux patrimoniaux du comté de Kings (Nouvelle-Écosse)
Ne doit pas être confondu avec Liste des lieux patrimoniaux du comté de Kings (Nouveau-Brunswick).
Cet article recense les lieux patrimoniaux du comté de Kings en Nouvelle-Écosse inscrit au répertoire des lieux patrimoniaux du Canada, qu'ils soient de niveau provincial, fédéral ou municipal.

## Liste
| [ 1 ] | Lieu patrimonial                                                                     | Illustration                                                                         | Municipalité    | Adresse                        | Coordonnées      | No    | Constr. | Prot.                                | Rec. | Notes |
| ----- | ------------------------------------------------------------------------------------ | ------------------------------------------------------------------------------------ | --------------- | ------------------------------ | ---------------- | ----- | ------- | ------------------------------------ | ---- | ----- |
| P     | St. Mary's Anglican Church                                                           | Téléverser                                                                           | Auburn          | 20 Morden Road                 | 45.0183 -64.8683 | 7809  | 1790    | Provincially Registered Property     | 1986 |       |
| P     | Reid House                                                                           | Téléverser                                                                           | Avonport        | 2259 Gaspereau River Road      | 45.0993 -64.2592 | 7996  |         | Provincially Registered Property     | 1993 |       |
| P     | Harmony Lodge #52                                                                    | Téléverser                                                                           | Aylesford       | 1290 Victoria Street           | 45.0302 -64.8375 | 7730  | 1929    | Provincially Registered Property     | 1999 |       |
| P     | The Old Place                                                                        | Téléverser                                                                           | Canning         | 9752 Main Street               | 45.158 -64.4259  | 13851 |         | Provincially Registered Property     | 1993 |       |
| P     | Charles MacDonald House                                                              | Charles MacDonald House                                                              | Centreville     | 19 Saxon Street                | 45.1263 -64.5231 | 4118  | 1910    | Provincially Registered Property     | 1998 |       |
| P     | Carwarden                                                                            | Téléverser                                                                           | Chipmans Corner | 640 Church Street              | 45.1014 -64.46   | 6647  | 1911    | Provincially Registered Property     | 1995 |       |
| P     | Cornwallis Reformed Presbyterian Covenanter Church                                   | Cornwallis Reformed Presbyterian Covenanter Church                                   | Grafton         | 4953 No. 221 Highway           | 45.1006 -64.7049 | 6649  | 1843    | Provincially Registered Property     | 1991 |       |
| P     | Kinsman-Salsman House                                                                | Téléverser                                                                           | Grafton         | 213 Arnold Road                | 45.0643 -64.4201 | 7286  |         | Provincially Registered Property     | 1988 |       |
| P     | Borden House                                                                         | Borden House                                                                         | Grand-Pré       | 1999 Grand Pre Road            | 45.1001 -64.3049 | 7321  |         | Provincially Registered Property     | 1999 |       |
| P     | Covenanter Church                                                                    | Covenanter Church                                                                    | Grand-Pré       | 1989 Grand Pre Road            | 45.0997 -64.3049 | 7325  | 1811    | Provincially Registered Property     | 1988 |       |
| F     | Église des covenantaires                                                             | Téléverser                                                                           | Grand-Pré       | 1989, Grand-Pre Road           | 45.0994 -64.3046 | 12343 | 1811    | LHN                                  | 1976 |       |
| P     | Gowan Brae                                                                           | Téléverser                                                                           | Grand-Pré       | 273 Old Post Road              | 45.1066 -64.3013 | 3432  | 1860    | Provincially Registered Property     | 1989 |       |
| F     | Grand-Pré                                                                            | Grand-Pré                                                                            | Grand-Pré       | Highway 1                      | 45.1094 -64.3114 | 3435  | 1923    | LHN                                  | 1982 |       |
| M     | Grand Pré Heritage Conservation District                                             | Téléverser                                                                           | Grand-Pré       |                                | 45.0635 -64.1844 | 16209 |         | Heritage Conservation District       | 1999 |       |
| P     | Jeremiah Calkin House                                                                | Jeremiah Calkin House                                                                | Grand-Pré       | 210 Old Post Road              | 45.1047 -64.3042 | 6791  |         | Provincially Registered Property     | 1989 |       |
| P     | Stewart House                                                                        | Stewart House                                                                        | Grand-Pré       | 264 Old Post Road              | 45.1058 -64.3015 | 6294  | 1800    | Provincially Registered Property     | 1988 |       |
| P     | Goodwin House                                                                        | Téléverser                                                                           | Habitant        | 9979 Highway No. 221           | 45.1553 -64.411  | 7822  |         | Provincially Registered Property     | 1986 |       |
| P     | Blue Cottage                                                                         | Blue Cottage                                                                         | Halls Harbour   | 1172 Huntington Point Road     | 45.1975 -64.6408 | 4119  | 1936    | Provincially Registered Property     | 1998 |       |
| F     | Bâtiment 18                                                                          | Bâtiment 18                                                                          | Kentville       |                                | 45.0702 -64.4802 | 10469 | 1912    | Recognized Federal Heritage Building | 1994 |       |
| F     | Station de recherches de Kentville, Station de recherche                             | Station de recherches de Kentville, Station de recherche                             | Kentville       |                                | 45.0697 -64.4769 | 10041 | 1912    | Recognized Federal Heritage Building | 1994 |       |
| P     | Turner House                                                                         | Téléverser                                                                           | New Minas       | 8876 Commercial Street         | 45.0685 -64.4669 | 7287  |         | Provincially Registered Property     | 1990 |       |
| P     | Sanford Barn                                                                         | Téléverser                                                                           | North Medford   | 921 North Medford Road         | 45.1925 -64.3727 | 7724  |         | Provincially Registered Property     | 1988 |       |
| P     | Fox Hill Cemetery                                                                    | Fox Hill Cemetery                                                                    | Port Williams   | Church Street                  | 45.1127 -64.4047 | 6786  |         | Provincially Registered Property     | 1990 |       |
| M     | McElvy House                                                                         | Téléverser                                                                           | Port Williams   | 1108 Middle Street             | 45.0976 -64.4081 | 16181 | 1935    | Municipally Registered Property      | 2010 |       |
| P     | Prescott House                                                                       | Téléverser                                                                           | Port Williams   | 1633 Starr's Point Road        | 45.1106 -64.3792 | 1499  | 1820    | Provincially Registered Property     | 1983 |       |
| P     | St. John's Anglican Church and Cemetery                                              | Téléverser                                                                           | Port Williams   | 1109 Church Street             | 45.1095 -64.4333 | 9507  |         | Provincially Registered Property     | 1987 |       |
| P     | Ilsley Homestead                                                                     | Téléverser                                                                           | Somerset        | 4127 Brooklyn Street           | 45.0696 -64.759  | 6790  |         | Provincially Registered Property     | 2000 |       |
| P     | The Barracks                                                                         | Téléverser                                                                           | Starrs Point    | 1464 Starr's Point Road        | 45.1047 -64.3835 | 2909  | 1778    | Provincially Registered Property     | 1986 |       |
| F     | Lieu historique national du Canada Acacia Grove/ Maison-Prescott                     | Lieu historique national du Canada Acacia Grove/ Maison-Prescott                     | Subdistrict B   | 1633 Starr's Point Road, Kings | 45.1115 -64.3858 | 1152  | 1809    | National Historic Site of Canada     | 1969 |       |
| F     | Lieu historique national du Canada de la Résidence-de-sir-Frederick-Borden           | Téléverser                                                                           | Subdistrict B   | , Kings                        | 45.15 -64.4167   | 7865  | 1902    | National Historic Site of Canada     | 1990 |       |
| F     | Chapelle commémorative                                                               | Chapelle commémorative                                                               | Subdistrict D   | , Kings                        | 45.1 -64.31      | 3159  | 1922    | Classified Federal Heritage Building | 1992 |       |
| F     | Lieu historique national du Canada de l'Arrondissement-Rural-Historique-de-Grand-Pré | Lieu historique national du Canada de l'Arrondissement-Rural-Historique-de-Grand-Pré | Subdistrict D   | , Kings                        | 45.1105 -64.3072 | 15751 | 1755    | National Historic Site of Canada     | 1995 |       |
| P     | Jonathan Shearman House                                                              | Téléverser                                                                           | Upper Canard    | 1423 No. 341 Highway           | 45.1271 -64.4641 | 14922 |         | Provincially Registered Property     | 2001 |       |
| M     | Acadia Seminary                                                                      | Téléverser                                                                           | Wolfville       | Acadia University              | 45.0889 -64.3659 | 4575  | 1879    | Municipally Registered Property      | 1987 |       |
| M     | Annandale                                                                            | Annandale                                                                            | Wolfville       | 198 Main Street                | 45.0926 -64.351  | 6516  | 1839    | Municipally Registered Property      | 1987 |       |
| M     | Brown House                                                                          | Téléverser                                                                           | Wolfville       | 242 Main Street                | 45.0926 -64.3545 | 6676  |         | Municipally Registered Property      | 1989 |       |
| M     | Carnegie Hall                                                                        | Téléverser                                                                           | Wolfville       | Acadia University              | 45.0881 -64.3673 | 4512  | 1909    | Municipally Registered Property      | 1989 |       |
| M     | Chase House                                                                          | Chase House                                                                          | Wolfville       | 600 Main Street                | 45.0906 -64.3725 | 4818  | 1893    | Municipally Registered Property      | 1989 |       |
| M     | Christie House                                                                       | Téléverser                                                                           | Wolfville       | 503-505 Main Street            | 45.091 -64.3651  | 6678  |         | Municipally Registered Property      | 1991 |       |
| M     | Cochrane House                                                                       | Téléverser                                                                           | Wolfville       | 18 Acadia Street               | 45.0899 -64.3619 | 6517  | 1894    | Municipally Registered Property      | 1998 |       |
| M     | DeWolf House                                                                         | DeWolf House                                                                         | Wolfville       | 155 Main Street                | 45.0921 -64.3476 | 6681  |         | Municipally Registered Property      | 1987 |       |
| M     | DeWolf-Clarke House                                                                  | Téléverser                                                                           | Wolfville       | 133 Main Street                | 45.0927 -64.3463 | 6593  |         | Municipally Registered Property      | 1989 |       |
| P     | DeWolfe House                                                                        | DeWolfe House                                                                        | Wolfville       | 654 Main Street                | 45.0889 -64.3762 | 6485  | 1775    | Provincially Registered Property     | 1987 |       |
| M     | Dimock House                                                                         | Dimock House                                                                         | Wolfville       | 15 Locust Avenue               | 45.09 -64.3578   | 4914  | 1918    | Municipally Registered Property      | 1989 |       |
| M     | Emmerson Hall                                                                        | Téléverser                                                                           | Wolfville       | Acadia University              | 45.088 -64.3667  | 4511  | 1913    | Municipally Registered Property      | 1989 |       |
| F     | Gare ferroviaire du Canadien Pacifique de Wolfville                                  | Téléverser                                                                           | Wolfville       | Elm Avenue (at Front Street)   | 45.0925 -64.363  | 6724  | 1912    | Heritage Railway Station             | 1992 |       |
| M     | Harding House                                                                        | Téléverser                                                                           | Wolfville       | 220 Main Street                | 45.0926 -64.3527 | 4910  | 1802    | Municipally Registered Property      | 1994 |       |
| M     | Herbin's Jewellers                                                                   | Herbin's Jewellers                                                                   | Wolfville       | 453 Main Street                | 45.0912 -64.3629 | 4503  | 1895    | Municipally Registered Property      | 1990 |       |
| M     | Hill House                                                                           | Téléverser                                                                           | Wolfville       | 17 Highland Avenue             | 45.0898 -64.3637 | 6679  | 1895    | Municipally Registered Property      | 1989 |       |
| M     | Kent Lodge                                                                           | Téléverser                                                                           | Wolfville       | 654 Main Street                | 45.0889 -64.3762 | 4888  | 1775    | Municipally Registered Property      | 1987 |       |
| F     | Lieu historique national du Canada Ladies' Seminary                                  | Téléverser                                                                           | Wolfville       |                                | 45.089 -64.365   | 15183 | 1878    | National Historic Site of Canada     | 1997 |       |
| M     | Miss Baxter's House                                                                  | Téléverser                                                                           | Wolfville       | 15 Highland Avenue             | 45.09 -64.3638   | 5165  | 1895    | Municipally Registered Property      | 1993 |       |
| M     | Oakes House                                                                          | Téléverser                                                                           | Wolfville       | 21 Prospect Street             | 45.0886 -64.3621 | 4922  | 1900    | Municipally Registered Property      | 1989 |       |
| M     | Old Burying Ground                                                                   | Téléverser                                                                           | Wolfville       | Main Street                    | 45.0917 -64.3647 | 4783  | 1763    | Municipally Registered Property      | 1987 |       |
| M     | Patterson House                                                                      | Téléverser                                                                           | Wolfville       | 36 Westwood Avenue             | 45.0875 -64.3696 | 6594  | 1914    | Municipally Registered Property      | 1990 |       |
| M     | Pick House                                                                           | Téléverser                                                                           | Wolfville       | 19 Gaspereau Avenue            | 45.0903 -64.3591 | 4913  | 1888    | Municipally Registered Property      | 1993 |       |
| M     | Prat House                                                                           | Téléverser                                                                           | Wolfville       | 176 Main St.                   | 45.0922 -64.3493 | 6277  | 1901    | Municipally Registered Property      | 1994 |       |
| M     | Railroad Station                                                                     | Téléverser                                                                           | Wolfville       | 21 Elm Avenue                  | 45.0927 -64.3634 | 4159  | 1912    | Municipally Registered Property      | 1993 |       |
| P     | Randall House                                                                        | Téléverser                                                                           | Wolfville       | 259 Main Street                | 45.092 -64.3553  | 6487  |         | Provincially Registered Property     | 1987 |       |
| M     | Randall House                                                                        | Randall House                                                                        | Wolfville       | 259 Main Street                | 45.092 -64.3553  | 4797  | 1786    | Municipally Registered Property      | 1987 |       |
| M     | Simms House                                                                          | Téléverser                                                                           | Wolfville       | 27 Acadia Street               | 45.0894 -64.3643 | 4890  | 1881    | Municipally Registered Property      | 1990 |       |
| M     | St. John’s Anglican Church                                                           | Téléverser                                                                           | Wolfville       | 164 Main Street                | 45.0925 -64.3488 | 6278  | 1818    | Municipally Registered Property      | 1989 |       |
| P     | The Burying Ground                                                                   | Téléverser                                                                           | Wolfville       | Main Street                    | 45.0917 -64.3647 | 6542  | 1763    | Provincially Registered Property     | 1990 |       |
| M     | The Old Cemetery                                                                     | Téléverser                                                                           | Wolfville       | Main Street                    | 45.0917 -64.3647 | 4160  | 1763    | Municipally Registered Property      | 1987 |       |
| M     | Thompson House                                                                       | Thompson House                                                                       | Wolfville       | 620 Main Street                | 45.0901 -64.374  | 6515  | 1874    | Municipally Registered Property      | 1991 |       |
| M     | Wallace Row House                                                                    | Téléverser                                                                           | Wolfville       | 36-42 Acadia Street            | 45.0898 -64.3632 | 6677  | 1899    | Municipally Registered Property      | 1989 |       |
| M     | Wickwire House                                                                       | Téléverser                                                                           | Wolfville       | 102 Main Street                | 45.0938 -64.344  | 14383 |         | Municipally Registered Property      | 1987 |       |
| M     | Wright House                                                                         | Téléverser                                                                           | Wolfville       | 586 Main Street                | 45.0906 -64.3714 | 6680  | 1920    | Municipally Registered Property      | 1987 |       |